# Jack dempsey
Jack Dempsey, även kallad turkoscichlid (Rocio octofasciata) är en fisk som först beskrevs av den brittiska iktyologen Charles Tate Regan 1903. Som akvariefisk kallas arten vanligen Jack Dempsey efter den amerikanska boxaren Jack Dempsey. Arten ingår i släktet Rocio och familjen ciklider (Cichlidae). Inga underarter finns listade i Catalogue of Life.